# Sielsowiet Mańkowicze
Sielsowiet Mańkowicze (biał. Манькавіцкі сельсавет; ros. Маньковичский сельсовет) – sielsowiet na Białorusi, w obwodzie brzeskim, w rejonie stolińskim, z siedzibą w Mańkowiczach. Graniczy ze Stolinem.
Według spisu z 2009 sielsowiet Mańkowicze zamieszkiwało 2698 osób, w tym 2617 Białorusinów (97,00%), 55 Rosjan (2,04%), 8 Ukraińców (0,30%), 2 Polaków (0,07%), 4 osoby innych narodowości, 4 osoby dwóch lub więcej narodowości i 8 osób, które nie podały żadnej narodowości.

## Miejscowości
- wsie:
  - Mańkowicze
  - Otwierżyce